# 珀特梅斯
珀特梅斯是德国巴伐利亚州的一个市镇。总面积82.55平方公里，总人口6324人，其中男性3173人，女性3151人（2011年12月31日），人口密度77人/平方公里。